# Czerlonka (sielsowiet Kuryłowicze)
Czerlonka (biał. Чарлёнка; ros. Черлёнка) – wieś na Białorusi, w obwodzie grodzieńskim, w rejonie mostowskim, w sielsowiecie Kuryłowicze, w lasach Puszczy Lipiczańskiej, nad Szczarą.
W dwudziestoleciu międzywojennym leżała w Polsce, w województwie nowogródzkim, w powiecie słonimskim, w gminie Kuryłowicze.